# Jan Mangelschots
Jan (ook John) Pieter Johanna Mangelschots (Antwerpen, 4 augustus 1927 - aldaar, 26 maart 2016) was een Belgisch politicus voor de BSP / SP.

## Levensloop
Mangelschots werd beroepshalve hoofdverzekeraar bij de Sociale Voorzorg. Hij was secretaris en voorzitter van de Jong-Socialisten in Deurne.
Hij werd in 1968 voor de BSP verkozen tot lid van de Kamer van volksvertegenwoordigers voor het arrondissement Antwerpen en vervulde dit mandaat tot in 1983. In de periode december 1971-oktober 1980 zetelde hij als gevolg van het toen bestaande dubbelmandaat ook in de Cultuurraad voor de Nederlandse Cultuurgemeenschap, die op 7 december 1971 werd geïnstalleerd. Vanaf 21 oktober 1980 tot januari 1983 was hij lid van de Vlaamse Raad, de opvolger van de Cultuurraad en de voorloper van het huidige Vlaams Parlement.
Mangelschots diende in 1974 een wetsvoorstel in om te verbieden "in voor het publiek toegankelijke plaatsen opschriften, prenten of zinnebeelden aan te brengen die een toegangsverbod inhouden voor personen enkel op grond van hun nationaliteit, ras, taal, godsdienst of politiek-wetenschappelijke overtuiging".
Mangelschots was van 1959 tot 1982 ook gemeenteraadslid en schepen van Deurne, onder burgemeester Maurice Dequeecker. In deze hoedanigheid liet hij in de jaren '70 een mobiliteitsplan opstellen voor de toenmalige gemeente. Tevens speelde hij een belangrijke rol in de omvorming van een autokerkhof tot de Bremweide, ontworpen door landschapsarchitect Jacques Wirtz. Na de fusie van Deurne met de stad Antwerpen op 1 januari 1983, werd hij opnieuw schepen, bevoegd voor ruimtelijke ordening en stedenbouw, onder burgemeester Bob Cools. Dit mandaat oefende hij 12 jaar uit tot in 1994. Ook was hij van 1982 tot 1992 voorzitter van de SP-federatie van Antwerpen.
Van hem is de vraag: "Welk deel van de Grote Markt wil je dat ik afbreek voor jullie parking?" en de bekende uitspraak over "Antwerpen als stad en daarbuiten is de parking".
In 1986 werd hij voorzitter van de Socialistische Zangkring Kultuur Deurne.
Zijn uitvaartplechtigheid vond plaats in het Crematorium van Wilrijk.